# Bob Johnson (hockey sur glace, 1931)
Pour les articles homonymes, voir Johnson et Bob Johnson.
Temple de la renommée : 1992
Temple de la renommée américain : 1991
Robert N. Johnson, surnommé Badger Bob, (né le 4 mars 1931 à Minneapolis dans le Minnesota - mort le 26 novembre 1991 à Colorado Springs dans le Colorado) est un entraîneur-chef de hockey sur glace Américain. Après différents trophées universitaires, il mène l'équipe 1990-1991 des Penguins de Pittsburgh dans la Ligue nationale de hockey à la conquête de la Coupe Stanley. Il meurt quelques mois après la victoire des siens.
Son fils, Mark, connaît une carrière professionnelle de joueur de hockey puis d'entraîneur.

## Carrière

### Ses débuts
Né à Minneapolis dans le Minnesota, il débute très tôt à jouer au hockey, étant une des vedettes locales au collège. Très vite, il se prend de passion pour le rôle d’entraîneur. Ainsi, à l’âge de 13 ans, il entraîne son premier match de midget. Il intègre par la suite l’université du Dakota du Nord en 1950-1951. Au cours de la saison 1951-1952, il joue avec les Millers de Minneapolis dans l'American Amateur Hockey Association. Il change d'université pour la saison suivante rejoint celle du Minnesota.
Sous la direction de John Mariucci, il aide les Golden Gophers du Minnesota à remporter le titre de champion de leur conférence, la Midwest Collegiate Hockey League. L'équipe perd en finale de la NCAA, le championnat universitaire, contre les Wolverines du Michigan. Une nouvelle fois premiers lors de la saison suivante, les Golden Gophers perdent encore en finale du tournoi de la NCAA. Lors des deux saisons, Johnson est le meilleur buteur de l'équipe.
Il commence officiellement sa carrière d'entraîneur en tant qu'entraîneur de Warroad dans le Minnesota en 1956 après avoir servi en tant que médecin au cours de la guerre de Corée. Il ne reste qu’une saison en poste avant de prendre la direction du lycée de Minneapolis, Roosevelt High School pour les six prochaines saisons. Il remporte alors quatre titres de champion de la ville. Il avait alors pour habitude de faire ses cours au tableau en pointant ce qu’il disait avec une crosse de hockey.
En 1963, il devient entraîneur du collège de Colorado et deux ans plus tard, en 1965, il fonde une école de hockey, «  Bob Johnson Hockey School », dans les villes d'Aspen et Vail dans le Colorado. En 1966, il devient entraîneur de l’Université du Wisconsin, poste qu’il va occuper pendant 15 ans.

### «Badger Bob»
Il entraîne pour la première fois les Badgers du Wisconsin au cours de la saison 1966 et connaît le premier succès avec l'équipe le 25 novembre contre les Lakers de Lake Superior State. Le match se solde par une défaite 5-4 et il doit attendre le lendemain pour connaître sa première victoire en tant qu'entraîneur des Badgers toujours contre Superior State mais cette fois sur le score de 6-5 après la prolongation. Petit à petit, il va imposer son style de jeu et va être très vite surnommé « Badger Bob ». Il connaît successivement ses centièmes, deux-centième et trois-centièmes victoires en 1970, 1974 et 1978. Le 6 janvier 1979, son équipe remporte le match qui l'oppose aux Spartans de Michigan State sur le score de 13 buts à 3. Il s'agit alors du cinq-centième match passé derrière le banc de l'équipe. Le 27 mars 1982, il rentre pour la dernière fois de sa carrière sur la patinoire en tant qu'entraîneur de l'équipe et ce soir là, son équipe perd 5-2 contre les Fighting Sioux du Dakota du Nord pour le titre de champion de la NCAA.
Finalement, en quinze ans derrière le banc, il remporte à trois reprises le championnat de la NCAA : en 1973, 1977 et 1981. Il a une fiche de 207 victoires, 119 défaites et 14 matchs nuls avec les Badgers. Il a vu passer sous sa direction une vingtaine des joueurs ayant par la suite intégrés la Ligue nationale de hockey comme Gary Suter ou Chris Chelios par exemple.
Il est l'entraîneur de l'équipe des États-Unis pour les Jeux olympiques de 1976 puis pour les éditions de la Coupe Canada.

### La Ligue nationale de hockey

#### Les Flames de Calgary
Le 1er juin 1982, la franchise des Flames de Calgary engage Johnson pour qu’il devienne leur nouvel entraîneur en remplacement de Al MacNeil qui a le malheur de faire finir l'équipe sous la barre des 50 % de victoire lors de la saison 1981-1982.
Il fait donc sa première saison derrière le banc d’une équipe de la Ligue nationale de hockey pour la saison 1982-1983. Il reste à la tête de l’équipe pendant cinq saisons et amener les Flames en séries à chaque fois même si l’équipe est éliminée rapidement à chacune des quatre premières apparitions. En 1985-1986, avec près de 60 % de victoires au cours de la saison régulière, les Flames vont parvenir à accéder à la finale de la Coupe Stanley. Ils vont malgré tout perdre contre les Canadiens de Montréal sur la marque de 4 matchs à 1. Au cours de la saison 1984-1985, les Flames parviennent pour la première fois de leur histoire à dépasser la barre des quarante victoires.
Cliff Fletcher, ancien directeur des Flames, se rappellera par la suite qu’il avait toujours le moyen de trouver quelque de positif même à la suite d'une défaite 9-0 contre Hartford. Il quitte la franchise à l’issue de la saison et rejoint alors USA Hockey en tant que directeur. En 1987-1988, il est honoré par des dirigeants de la Ligue nationale de hockey qui lui remettent le trophée Lester-Patrick en compagnie de Keith Allen et Fred Cusick. Tous trois sont ainsi récompensés pour leur implication dans le monde du hockey pour les États-Unis. Il passe finalement un total de 400 matchs derrière le banc des Flames avant d'être remplacé en 1987 par Terry Crisp.

#### Les Penguins de Pittsburgh

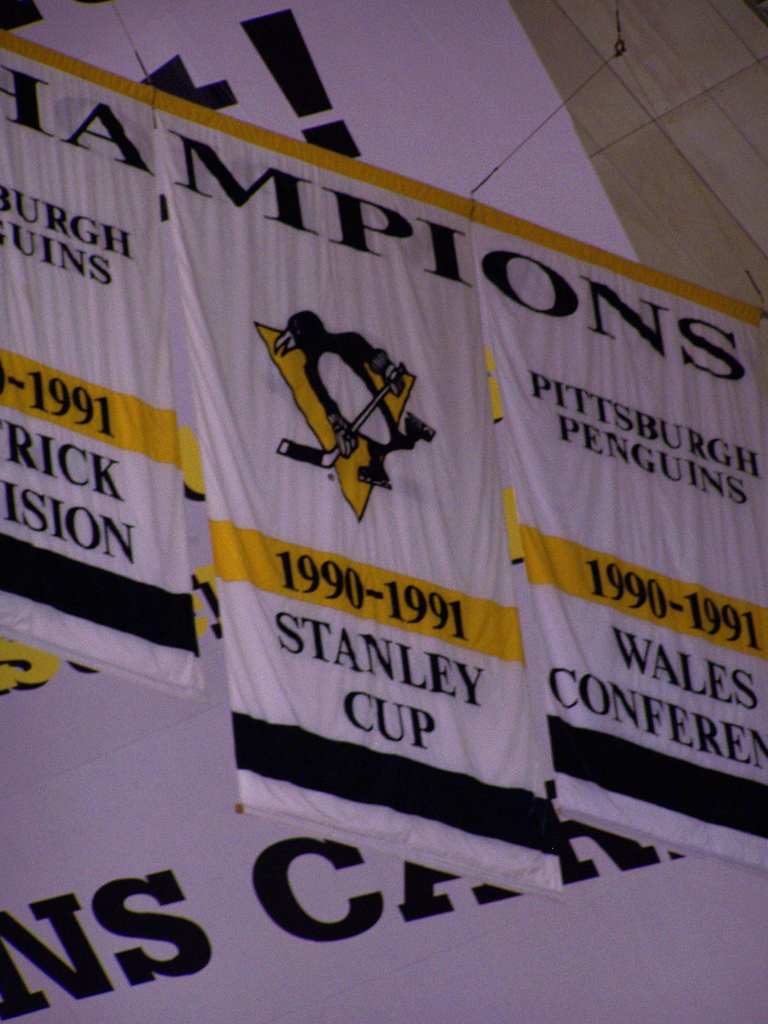
Les bannières accrochées dans le Mellon Arena et commémorant les titres de 1991.

Le 12 juin 1990, Craig Patrick, qui est devenu l'année précédente le directeur-général des Penguins de Pittsburgh, enrôle Johnson à la tête de l'équipe des Penguins pour la saison. Le même jour, Patrick fait également signer un contrat à Scotty Bowman, sans contrat depuis quelques années, afin de l'intégrer dans le pôle développement des joueurs de la franchise,,.
En juin 1990, Johnson ne fait plus partie d'aucune franchise de la LNH depuis trois ans même si des contacts avaient été faits en décembre 1989 entre Patrick et Johnson. Les deux trouvèrent d'ores et déjà un accord, mais Johnson ne peut alors pas s'engager avec les Penguins en raison d'obligations en cours avec l'équipe nationale américaine. La première chose qu'il fait une fois à la tête de l'équipe et de réaliser la préparation de la saison en altitude, dans la station de Vail dans le Colorado, station à 2 245 mètres d'altitude. Les conditions de préparation forgent alors les bases d'une unité d'équipe et d'une mise en condition spéciale.
Johnson fait venir son ancien joueur des Flames, Joe Mullen puis Gordie Roberts au début de la saison. Au cours de l'été qui vient de se passer, les Penguins ont également choisi lors du repêchage de 1990, un jeune tchèque du nom Jaromír Jágr. Il vient aider une équipe dont le capitaine, Mario Lemieux manque les cinquante premiers matchs de la saison des suites d'une opération du mois de juin. Bryan Trottier vient également ajouter du talent à cette équipe. Finalement ce dernier ne joue qu'une cinquantaine de matchs dans la saison régulière, mais Johnson et Patrick avaient été très clairs au début de la saison, ne lui promettant pas une saison remplie mais comptant sur lui pour les séries éliminatoires. Johsnon tiendra parole et Trottier ne manquera qu'un seul match des séries.
L'équipe des Penguins remporte son premier titre de division, la division Patrick. Les Penguins parviennent à se hisser à la finale de la Coupe Stanley en perdant à chaque fois le premier match des différents tours des séries. Ainsi, ils battent tour à tour <les Devils du New Jersey, les Capitals de Washington et enfin les Bruins de Boston. Ils retrouvent en finale les North Stars du Minnesota, perdent le premier match mais remportent leur première Coupe sur le score de 4 matchs à 2. Lors de la dernière pause du match du 25 mai 1991, Johnson fait alors un discours pour essayer de calmer la tension du match, le score étant déjà de 6 à 0 pour les Penguins. Pour une des premières fois de sa carrière, ses joueurs l'entendent alors jurer en leur demandant de ne pas gâcher leur opportunité de devenir  « champion du monde »,. Finalement, les Penguins soulèvent leur première Coupe Stanley en inscrivant deux buts de plus et terminant par un blanchissage de Tom Barrasso.
Après la victoire, Johnson est choisi par USA hockey pour diriger l’équipe américaine lors de la Coupe Canada 1991 mais il ne peut ni accepter ni profiter longtemps de la joie de cette première Coupe Stanley, des premiers symptôme de maladie venant grever sa santé. Trois mois plus tard, le 29 août 1991, sa femme le conduit à l'hôpital de Pittsburgh en urgence à la suite d'une attaque. Les docteurs lui diagnostiquant une tumeur du cerveau, il doit laisser sa place à Scotty Bowman pour la saison suivante.

## Décès et legs

Le badge porté par les Penguins de Pittsburgh lors de la saison 1991-1992 de la LNH.

Alité pendant trois mois, il faiblit de plus en plus et finalement décède des suites de cette tumeur à Colorado Springs dans le Colorado le 26 novembre 1991. À la suite de son décès, sa phrase mythique de la saison passée et de la victoire, It's a great day for hockey!, est inscrite pour la fin de la saison 1991-1992 de la LNH sous la glace de la patinoire des Penguins, le Mellon Arena. Six jours après sa mort, l'ensemble de l'équipe des Penguins, encadrement compris, assistera à ses funérailles à Colorado Springs. Les Penguins décident également de porter tout au long de l'année un badge sur la manche gauche de leur maillot en commémoration de Johnson,.
Déjà membre du temple de la renommée du Wisconsin depuis 1987, il est admis l’année de sa mort au temple de la renommée du hockey des États-Unis ainsi qu'à celui des Badgers du Wisconsin et l'année d'après au Temple de la renommée du hockey. Il est également admis au temple de la renommée interne des Penguins.
Son école de hockey existe toujours de nos jours, dirigée par sa femme, Martha, ainsi que ses enfants, Mark, Peter, Sandi, leurs conjoints et petits-enfants. En février 2012, la patinoire des Badgers, le Kohl Center, est renommée Bob Johnson Rink.

## Statistiques

### Statistiques de joueur
| Saison    | Équipe                           | Ligue |    | PJ | B  | A  | Pts | Pun |
| 1950-1951 | Fighting Sioux du Dakota du Nord | NCAA  |    |    |    |    |     |     |
| 1951-1952 | Millers de Minneapolis           | AAHA  | 38 | 23 | 25 | 48 | 44  |     |
| 1952-1953 | Golden Gophers du Minnesota      | NCAA  |    | 6  | 14 | 20 | 17  |     |
| 1953-1954 | Golden Gophers du Minnesota      | NCAA  | 21 | 9  | 7  | 16 | 18  |     |

### Statistiques d'entraîneur
Cette section présente les statistiques connues pour les équipes entraînées par Johnson,,.
| 1956-1957 | Warroad                |      |    |    |    |    |        |                      | |
| 1957-1963 | Roosevelt High School  |      |    |    |    |    |        |                      | |
| 1963-1964 | Colorado Tigers        | NCAA | 26 | 11 | 14 | 1  | 44,2 % |                      | |
| 1964-1965 | Colorado Tigers        | NCAA | 25 | 7  | 17 | 1  | 30,0 % |                      | |
| 1965-1966 | Colorado Tigers        | NCAA | 29 | 9  | 18 | 2  | 34,5 % |                      | |
| 1966-1967 | Badgers du Wisconsin   | NCAA | 26 | 16 | 10 | 0  | 61,5 % |                      | |
| 1967-1968 | Badgers du Wisconsin   | NCAA | 31 | 21 | 10 | 0  | 67,7 % |                      | |
| 1968-1969 | Badgers du Wisconsin   | NCAA | 34 | 22 | 10 | 2  | 67,6 % |                      | |
| 1969-1970 | Badgers du Wisconsin   | NCAA | 34 | 23 | 11 | 0  | 67,6 % | 4e WCHA              | Champion WCHA |
| 1970-1971 | Badgers du Wisconsin   | NCAA | 34 | 20 | 13 | 1  | 60,3 % | 3e WCHA              | |
| 1971-1972 | Badgers du Wisconsin   | NCAA | 38 | 27 | 10 | 1  | 72,4 % | 3e WCHA              | Champion WCHA |
| 1972-1973 | Badgers du Wisconsin   | NCAA | 40 | 29 | 9  | 2  | 75,0 % | 3e WCHA              | Champion WCHA Champion NCAA V — 4-2 Denver Pioneers                                                                                                 |
| 1973-1974 | Badgers du Wisconsin   | NCAA | 34 | 17 | 12 | 5  | 57,4 % | 5e WCHA              | |
| 1974-1975 | Badgers du Wisconsin   | NCAA | 38 | 24 | 12 | 2  | 65,8 % | 4e WCHA              | |
| 1975-1976 | Équipe des États-Unis  | Int. | 52 | 24 | 24 | 4  | 50,0 % |                      | |
| 1976-1977 | Badgers du Wisconsin   | NCAA | 45 | 37 | 7  | 1  | 83,3 % | 1re WCHA             | Champion WCHA Champion NCAA V — 6-5 (P) Wolverines du Michigan                                                                                      |
| 1977-1978 | Badgers du Wisconsin   | NCAA | 37 | 24 | 10 | 3  | 68,9 % | 2e WCHA              | Champion WCHA |
| 1978-1979 | Badgers du Wisconsin   | NCAA | 41 | 25 | 13 | 3  | 64,6 % | 3e WCHA à égalité    | |
| 1979-1980 | Badgers du Wisconsin   | NCAA | 36 | 15 | 20 | 1  | 43,1 % | 9e WCHA              | |
| 1980-1981 | Badgers du Wisconsin   | NCAA | 42 | 27 | 14 | 1  | 65,5 % | 2e WCHA              | Champion NCAA V — 6-3 Golden Gophers du Minnesota                                                                                                   |
| 1981-1982 | Badgers du Wisconsin   | NCAA | 47 | 35 | 11 | 1  | 75,5 % | 2e WCHA              | Champion WCHA Défaite en finale D — 2-5 Fighting Sioux du Dakota du Nord                                                                            |
| 1982-1983 | Flames de Calgary      | LNH  | 80 | 32 | 34 | 14 | 48,7 % | 2e division Smythe   | V — 3-1 Canucks de Vancouver D — 1-4 Oilers d'Edmonton                                                                                              |
| 1983-1984 | Flames de Calgary      | LNH  | 80 | 34 | 32 | 14 | 51,2 % | 2e division Smythe   | V — 3-0 Canucks de Vancouver D — 3-4 Oilers d'Edmonton                                                                                              |
| 1984-1985 | Flames de Calgary      | LNH  | 80 | 41 | 27 | 12 | 58,8 % | 3e division Smythe   | D — 1-3 Jets de Winnipeg |
| 1985-1986 | Flames de Calgary      | LNH  | 80 | 40 | 31 | 9  | 55,6 % | 2e division Smythe   | V — 3-0 Jets de Winnipeg V — 4-3 Oilers d'Edmonton V — 4-3 Blues de Saint-Louis D — 1-4 Canadiens de Montréal                                       |
| 1986-1987 | Flames de Calgary      | LNH  | 80 | 46 | 31 | 3  | 59,4 % | 2e division Smythe   | D — 2-4 Jets de Winnipeg |
| 1990-1991 | Penguins de Pittsburgh | LNH  | 80 | 41 | 33 | 6  | 55,0 % | 1re division Patrick | V — 4-3 Devils du New Jersey V — 4-1 Capitals de Washington V — 4-2 Bruins de Boston Vainqueur de la Coupe Stanley V — 4-2 North Stars du Minnesota |